# Venus från Tan-Tan

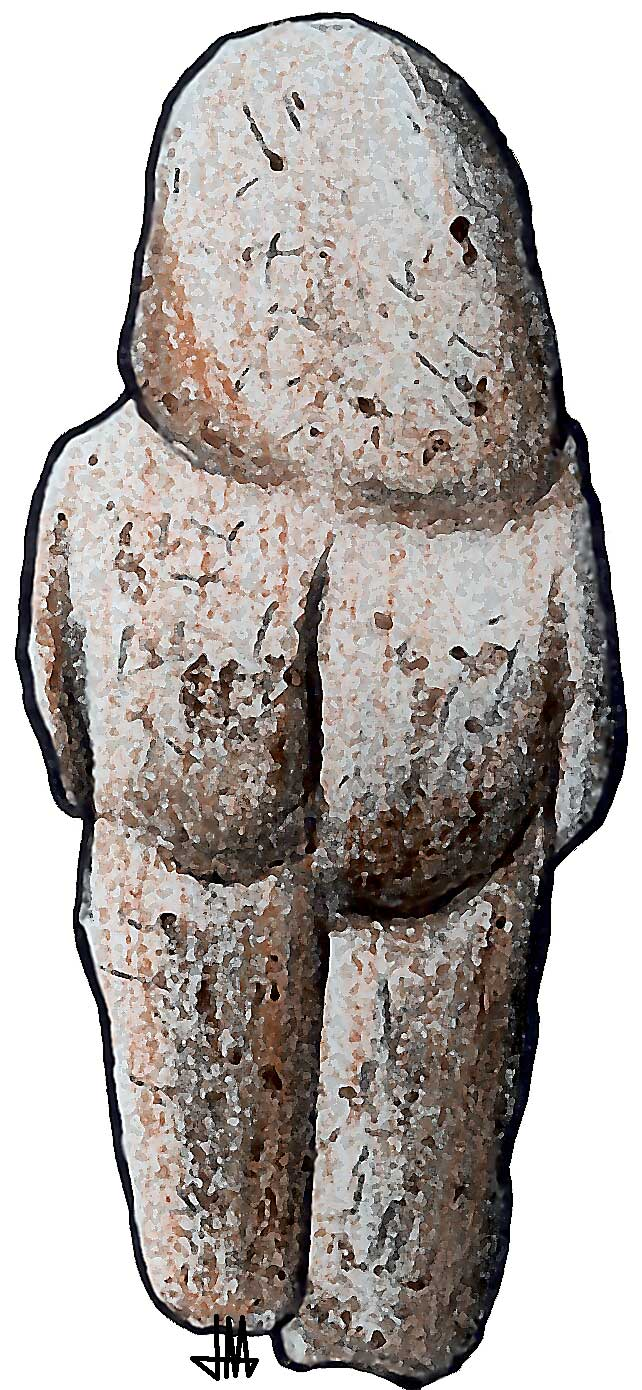
Teckning efter foto av Venus från Tan-Tan

Venus från Tan-Tan är en påstådd artefakt som påträffats i Marocko. 
Venus från Tan-Tan är en sex centimeter lång bit av kvartsit, och har tolkats som en avbildning av en ansiktslös och könsospecifik människokropp från 300 000–500 000 år sedan. Den upptäcktes 1999 under en utgrävning av den tyska arkeologen Lutz Fiedler vid en fyndplats på den norra sidan av floden Drâa, några kilometer söder om den marockanska staden Tan-Tan.
Det har antagits att Venus från Tan-Tan och den samtida Venus från Berekhat Ram är de äldsta kända avbildningarna av människor. Det råder dock inom fackkretsar olika uppfattningar om Venus från Tan-Tan är ett medvetet utformat verk eller om den har tillkommit på naturlig väg.